# Ribeauvillé (quận)
Quận Ribeauvillé là một quận của Pháp, nằm ở tỉnh Haut-Rhin, ở vùng Alsace. Quận này có 4 tổng và 32 xã.

## Các đơn vị hành chính

### Các tổng
Các tổng của quận Ribeauvillé là: 
1. Kaysersberg
2. Lapoutroie
3. Ribeauvillé
4. Sainte-Marie-aux-Mines

### Các xã
Các xã của quận Ribeauvillé, và mã INSEE là: 
| 1. Ammerschwihr (68005)            | 2. Aubure (68014)       | 3. Beblenheim (68023)        | 4. Bennwihr (68026)                |
| 5. Bergheim (68028)                | 6. Fréland (68097)      | 7. Guémar (68113)            | 8. Hunawihr (68147)                |
| 9. Illhaeusern (68153)             | 10. Ingersheim (68155)  | 11. Katzenthal (68161)       | 12. Kaysersberg (68162)            |
| 13. Kientzheim (68164)             | 14. Labaroche (68173)   | 15. Lapoutroie (68175)       | 16. Le Bonhomme (68044)            |
| 17. Lièpvre (68185)                | 18. Mittelwihr (68209)  | 19. Niedermorschwihr (68237) | 20. Orbey (68249)                  |
| 21. Ostheim (68252)                | 22. Ribeauvillé (68269) | 23. Riquewihr (68277)        | 24. Rodern (68280)                 |
| 25. Rombach-le-Franc (68283)       | 26. Rorschwihr (68285)  | 27. Saint-Hippolyte (68296)  | 28. Sainte-Croix-aux-Mines (68294) |
| 29. Sainte-Marie-aux-Mines (68298) | 30. Sigolsheim (68310)  | 31. Thannenkirch (68335)     | 32. Zellenberg (68383)             |